# Leo Horn
Leo Horn (29. august 1916 – 16. september 1995) var en fodbolddommer fra Holland. Han dømte internationalt under det internationale fodboldforbund, FIFA, fra 1951 til 1966. Han var den første dommer, der bar en ikke-sort kampuniform.

## Karriere
Han dømte finalen i Mesterholdenes Europa Cup to gange. I 1957 mellem Real Madrid og ACF Fiorentina, hvor Real Madrid vandt 2-0 og 1962, hvor Benfica slog Real Madrid 5-3.

### VM 1962
- Ungarn  –  England 2-1 (gruppespil).
- Vesttyskland  –  Schweiz 2-1 (gruppespil).
- Chile  –  Sovjetunionen 2-1 (kvartfinale).

## Kampe med danske hold
- Den 3. juli 1960: Venskabskamp: Danmark – Grækenland 7-2.
- Den 5. oktober 1960: Europa Cup: Legia Warszawa – AGF 1-0.